# نظرية التعقيد والمنظمات
نظرية التعقيد والمنظمات، المعروفة أيضًا باسم إستراتيجية التعقيد أو التنظيم التكيفي المعقد، تشير إلى استخدام نظرية التعقيد في مجالي الإدارة الإستراتيجية والدراسات التنظيمية.

## نظرة عامة
يتم استخدام نظرية التعقيد في مجالي الإدارة الإستراتيجية والدراسات التنظيمية. وتشمل مجالات التطبيق هنا فهم كيف يمكن للمنظمات أو الشركات التأقلم مع بيئاتها، وكيف تتكيف مع حالات عدم اليقين. وتتعامل النظرية مع المنظمات والشركات باعتبارها مجموعة من الإستراتيجيات والهياكل. ويتسم الهيكل هنا بالتعقيد؛ نظرًا لأن هذه الكيانات تمثل شبكات ديناميكية من التفاعلات، والعلاقات فيها ليست نتاج الجمع بين الكيانات الفردية الثابتة. كما تتسم بالتكيف؛ نظرًا لأن سلوك الفرد والسلوك الجماعي يتحول وينظم نفسه ذاتيًا بما يتفق مع الحدث البسيط أو مجموعة الأحداث البسيطة المُسبِبة للتغير.
يمكن التعامل مع المنظمات باعتبارها أنظمة تكيفية معقدة (CAS)، إذ أنها تعكس المبادئ الأساسية لهذه الأنظمة، مثل التنظيم الذاتي، والتعقيد، والتولد\الانبثاق، و الاعتماد المتبادل، وتعدد الإمكانات، والتطور المشترك، والفوضى، والتشابه الذاتي. ومن الأمثلة النموذجية للمنظمات التي تعمل بنهج الأنظمة التكيفية المعقدة، والتي يُشار إليها أحيانًا باسم التنظيم التكيفي المعقد، موسوعة ويكيبيديا - فيتم التعاون فيها وإدارتها بواسطة هيكل إداري مرن التنظيم، يتكون من مزيج معقد من التفاعلات الإنسانية الحاسوبية. ومن خلال إدارة السلوك - وليس فقط المحتوى - تستخدم موسوعة ويكيبيديا قواعد بسيطة لإنتاج قاعدة معرفية معقدة ومتطورة، وهي القاعدة التي حلت محل أقدم المصادر في الاستخدام الشائع إلى حد كبير. وتشمل الأمثلة الأخرى كذلك: شبكة الاقتصاد الكلي العامة المعقدة داخل دولة ما أو مجموعة من الدول ؛ وسوق الأسهم المالية، والشبكة المعقدة عبر الحدود لكلٍ من الشركات القابضة؛ وشركات التصنيع؛ وأية محاولات اجتماعية بشرية جماعية تتم في إطار أيديولوجيا ونظام اجتماعي محدد، مثل الأحزاب السياسية، والجماعات المشتركة، والمنظمات الجيوسياسية ، والشبكات الإرهابية، سواء أكانت ذات طبيعة هيكلية هرمية أم دون قيادة. هذه الحالة الجديدة ذات المستوى الكلي يمكن أن تسفر عن صعوبة لدى الملاحظين في تفسير السلوك الجمعي ووصفه من ناحية عناصره الأساسية؛ وذلك نتيجة شبكات التفاعلات الديناميكية المعقدة الموضحة فيما سبق.
تختلف الأنظمة التكيفية المعقدة عن الأنظمة الفوضوية والمنظمة من حيث العلاقة التي تجمع بين النظام والأفراد الذين يعملون داخله. ففي النظام المرتب، يعني مستوى القيود أن جميع سلوكيات الأفراد مقيدة بقواعد النظام. أما في النظام الفوضوي، فما من قيود يخضع لها الأفراد، كما أنهم يكونون عرضة للتحليل الإحصائي وغيره من أنواع التحليل الأخرى. وفي النظام التكيفي المعقد، يكون هناك تطور مشترك بين النظام والأفراد؛ فيفرض النظام قيودًا بسيطة على سلوك الأفراد، لكن هؤلاء الأفراد يعدلون بدورهم النظام من خلال تفاعلهم معه. وهذه الطبيعة ذات التنظيم الذاتي من الخصائص المهمة للأنظمة التكيفية المعقدة؛ كما أن قدرة هذه الأنظمة على تعلم التكيف يجعلها تتميز عن الأنظمة الأخرى ذات التنظيم الذاتي.
وتسعى أساليب التعامل مع الإستراتيجية في الأنظمة التكيفية المعقدة إلى فهم طبيعة التفاعل بين الفرد وقيود النظام، وتتسم هذه الأساليب عادةً بكونها تطورية أو طبيعية. وقد كان للأعمال الأخيرة للباحثين في مجال المنظمات وزملائهم دورها في التعزيز بشكل كبير من فهمنا لكيفية استخدام المفاهيم المستمدة من علوم التعقيد من أجل فهم الإستراتيجية والمنظمات. تجمع أغلب هذه الأبحاث التي أُجريت مؤخرًا بين المحاكاة بالكمبيوتر والدراسات التنظيمية.